# Méthoxydécane
Le méthoxydécane est un éther de formule semi-développée CH3O(CH2)9CH3.